# August Zamoyski
Conde August Zamoyski (Jablon, Polônia, 1893 - 1970) foi um escultor e professor.

## Biografia
Ele era filho de Tomasz Zamoyski e Ludmiła da linha húngara Zamoyski e neto de Agosto Zamoyski (1811-1889). Em 1940-1955 morou no Brasil, onde fundou e dirigiu escolas de escultura no Rio de Janeiro e São Paulo. De 1955 até a sua morte, ele viveu e trabalhou na França. Em 1956, ele veio ao Polônia e deu uma série de palestras sobre suas experiências escultóricas. Ele chegou à Polônia várias vezes nos anos 1963-1964 para selecionar jovens escultores poloneses para uma bolsa de estudos para a França. Durante a Primeira Guerra Mundial fixou-se em Munique, Alemanha, onde entrou em contato com o cubismo. De volta à Polônia, foi um dos fundadores do grupo dos formistas, em 1919. Em 1923 transferiu-se para a França onde conquistou o prêmio de escultura da Exposição Internacional de Paris (1937). Em 1940 passou a residir no Brasil, quando foi professor no Rio de Janeiro e no Museu de Arte de São Paulo.